# ライフドリンク カンパニー
株式会社ライフドリンク カンパニー（LIFEDRINK COMPANY, INC.）は、大阪府大阪市に本社を置き、清涼飲料水の製造・販売を手掛けている企業。

## 概要
商号は、定款上は「株式会社ライフドリンク カンパニー」であり「ライフドリンク」と「カンパニー」の間にスペースが入るが、登記上は「株式会社ライフドリンクカンパニー」でありスペースが入らない。
強炭酸水である「ZAO SODA」とミネラルウォーターである「彩水」を主力商品として、少品種多量生産を特徴としており、生産コストを抑制している。イオングループや西友などで販売されているプライベートブランド製品はライフドリンク カンパニーで製造されている。
1950年に緑香園として創業し、1972年3月に株式会社あさみやとして法人へ改組。当初は茶葉の加工・販売を手掛けていたが、2001年1月に青峰ビバレッジ株式会社を買収したことを機に、清涼飲料水事業に進出。以降もM&Aなどにより規模を拡大している。2017年3月に商号を現在の株式会社ライフドリンク カンパニーへ変更した。
かつてはグループ内で調味料、チョコレート、麺類などの製造・販売を手掛けていたが、撤退している。

## 沿革
- 1950年（昭和25年）- 緑香園として創業。
- 1972年（昭和47年）3月28日 - 株式会社あさみやとして法人へ改組。
- 1973年（昭和48年）2月 - 鹿児島県知覧町に茶葉の加工・販売を目的として株式会社あさみや知覧工場（後の株式会社LDビバレッジ）を設立。
- 2001年（平成13年）1月 - 青峰ビバレッジ株式会社を子会社化。同時に清涼飲料水事業に進出。
- 2002年（平成14年）11月 - 美山名水株式会社を子会社化。
- 2004年（平成16年）4月 - いわて醤油株式会社を子会社化。
- 2006年（平成18年）2月 - 尾鷲名水株式会社を設立。
- 2008年（平成30年）4月 - 株式会社東チョコを子会社化。
- 2010年（平成22年）3月 - 富士名水株式会社を設立。ポパイ食品工業株式会社を子会社化。
- 2012年（平成24年）9月 - 美作名水株式会社を設立。
- 2013年（平成25年）9月 - 東北ビバレッジ株式会社を子会社化。同時に炭酸水の製造・販売を開始。
- 2015年（平成27年）3月 - チョコレートの製造・販売から撤退。
- 2017年（平成29年）3月1日 - 株式会社明和を吸収合併した上で、株式会社ライフドリンク カンパニーへ商号変更。子会社である株式会社あさみや知覧工場の商号を株式会社LDビバレッジに変更した上で、LDビバレッジが富士名水株式会社、東北ビバレッジ株式会社、株式会社東チョコ、尾鷲名水株式会社、いわて醤油株式会社、湯浅名水株式会社、美山名水株式会社、美作名水株式会社、耳納名水株式会社を吸収合併。
- 2018年（平成30年）
  - 3月 - 缶コーヒーの製造並びに醤油の製造・販売から撤退。
  - 12月1日 - 株式会社LDビバレッジとポパイ食品工業株式会社を吸収合併。
- 2021年（令和3年）12月21日 - 東京証券取引所2部へ株式を上場。
- 2023年（令和5年）
  - 1月4日 - 日東紡績からニットービバレッジ株式会社全株式を取得し、ニットービバレッジを子会社化[7][8][9]。
  - 2月28日 - 茨城工場（旧・ポパイ食品工業本社工場）を大象ジャパンの子会社である大象フーズジャパン株式会社へ譲渡[10][11][12]。調味料の製造・販売から撤退。
  - 6月28日 - 東京証券取引所プライム市場へ市場変更[13]。

## 事業所
- 本社 - 大阪府大阪市北区梅田3丁目3-10 梅田ダイビル10階
- 東京支社 - 東京都港区新橋6丁目14番3号 御成門PREX4階
- 岩手工場（旧：いわて醤油） - 岩手県北上市相去町平林21-66
- 蔵王工場（旧：東北ビバレッジ） - 山形県山形市漆山2502-1
- 栃木工場（旧：富士名水足利工場） - 栃木県足利市新宿町780
- 富士工場（旧：富士名水） - 山梨県南都留郡山中湖村山中1099-170
- 御殿場工場 - 静岡県御殿場市板妻736-1
- 尾鷲工場（旧：尾鷲名水） - 三重県尾鷲市名柄町字松場11番
- 湯浅工場（旧：湯浅名水） - 和歌山県有田郡湯浅町山田1638-7
- 美山工場（旧：美山名水） - 京都府南丹市美山町島神田1-1
- 耳納工場（旧：耳納名水） - 福岡県うきは市吉井町富永1820-1
- 知覧工場（旧：LDビバレッジ） - 鹿児島県南九州市知覧町永里石坂之上4000-3

## 子会社
- ニットービバレッジ株式会社